# Албанская народная поэзия
Алба́нская наро́дная поэ́зия вместе с албанскими песнями составляет традиционную албанскую поэзию, являющуюся в свою очередь частью албанской литературы.

## История
В 1830 году Вук Караджич записал со слов Довицы Обадовича из Джураковаца (около современного города Печ) первые произведения албанской народной поэзии: 12 албанских песен и одну загадку. Во время албанского национального движения наступил рассвет устного литературного творчества, которое участвовало в формировании национального самосознания албанцев и Албании. Первую коллекцию произведений албанской литературы удалось собрать в книге «Albanische Studien» авторства Йона Хана, а одной из самых известных эпических поэм стала «Горная лютня», автором которой был католический монах Гьергь Фишта. В 1905—1908 годах Николла Иванай опубликовал сборник героических народных песен под названием «Shpnesa e Shqypnisë» и стал одним из первых авторов, начавших печать этих сборников.

## Песни
В песнях Северной Албании, где господствует гегский диалект албанского языка, встречается очень много сербских слов; в Южной Албании песни исполняются на тоскском диалекте, и славянские слова принимают албанизированную форму. Примерами самых известных народных песен являются:
- Албанские песни передовых воинов, в том числе Цикл о Муджо и Халили, а также Гьергь Элезь Алия
- Ефрозина из Янины
- Константин и Дорунтина (Баллада о Константине и Джокине)
- Висит туман тяжёлый над Буной
- Ах, прекрасная моя Морея
- У дерева Машкуллора
- Чамские народные песни (например, Песня о Чело Мезани)
- Песни о битве на Косовом поле